# 名鉄トム800形貨車
名鉄トム800形貨車（めいてつトム800がたかしゃ）とは、かつて名古屋鉄道で運用されていた木造貨車（無蓋車）である。

## 概要
- 元は1924年（大正13年）から1925年（大正14年）に汽車製造及び東洋車輌で製造された三河鉄道の15 t積木造無蓋車トム900形（トム900 - トム999）である。100両が製造された。昭和恐慌により貨物量が減少したため、1927年（昭和2年）から1931年（昭和6年）には一部が車内に仕切りを設置する改造を行い、10ｔ積木造有蓋車ト710形などに改造される。その後の景気回復により一部は仕切りを取り外し、元の15 t積に戻っている。
- 1941年（昭和16年）に三河鉄道が名古屋鉄道に合併すると、トム900形90両、及びト710形10両は名古屋鉄道に引き継がれる。そのさい、トム900形はトム800形に改番される。ト710形仕切りの取り外し改造は名古屋鉄道にも引き継がれ、1942年（昭和17年）までにト710形は全てトム900形に編入される。
- 当初は三河線専用であったが、戦後は東部線、西部線、三河線で運用される。1954年（昭和29年）に名古屋鉄道が渥美線を豊橋鉄道へ譲渡すると、渥美線に所属していた2両（トム899・トム900）は豊橋鉄道へ移る。残る98両は1955年（昭和30年）時点では東部線に18両、西部線に10両、三河線に70両が在籍し、全てが国鉄直通貨車であった。その後一部は瀬戸線に移り、軌道線を除くほぼすべての路線で運用されることとなる。1960年（昭和35年）以降、一部は日本通運刈谷支店の私有貨車となっている。1965年（昭和40年）に2両（トム805・トム806）は側板撤去などの改造を行い、チム60形長物車（チム61・チム62）となる。
- 国鉄の貨物列車の速度がヨンサントオダイヤ改正により75 km/hに引き上げられるのに伴い、老朽化の進んだトム800形はその条件に対応できなかったこと、また、名鉄の私有貨車制度の廃止により、1968年（昭和43年）に形式消滅となった。チム60形は1972年（昭和47年）に形式消滅となった。